# Mazarredia gemella
Mazarredia gemella är en insektsart som beskrevs av Bolívar, I. 1887. Mazarredia gemella ingår i släktet Mazarredia och familjen torngräshoppor. Inga underarter finns listade i Catalogue of Life.